# フランソワ・ペルゴ
フランソワ・ペルゴ（François Perregaux 、1834年6月25日 - 1877年12月18日）は、スイスの時計職人である。ジラール・ペルゴを創業したマリー・ペルゴの弟。幕末来日して時計商社を設立し、日本で初めてスイス時計を正規に輸入した。

## 人物
埋葬された横浜外国人墓地の記録が関東大震災で失われたことなどから、彼の日本での足跡はこれまでは不明な点が多く、墓の所在も近年になって松山猛らの尽力で判明するなど、今なお調査の余地が多く残されている。
2006年と2007年に、ジラール・ペルゴは彼の名を冠した日本限定生産の腕時計「ヴィンテージ1945 フランソワ・ペルゴ」ⅠおよびⅡを限定250本で発売した。そしてフランソワの来日から150年に当たる2011年に「ヴィンテージ1945 フランソワ・ペルゴトリビュートモデル」をピンクゴールドケース18本、ステンレスケース150本限定で発売した。
ジラール・ペルゴの日本代理店であるソーウィンド・ジャパンは2013年からフランソワの墓の整備事業を開始し、翌2014年から墓周辺の整備と修復を開始している。

## 略歴
- 1834年 - スイス、ル・ロックルで時計製造業を営む家庭に産まれた。
- 1853年 - H.ペルゴ（H.Perregaux & Co. ）の代表としてニューヨークへ向かった。
- 1859年 - ニューヨークから帰国した。
  - 4月28日 - 時計製造業組合から支店開設の委任を受け、初めて日本に向かうスイスのリンドー使節団に同行して出発したものの、当時のスイスは日本との外交がなかったため入国できず、シンガポールで時計職人として暮らした。
- 1861年 - ジラール・ペルゴの懐中時計[[]]12個を携え、フランス人として来日した。
- 1864年1月12日 - オランダ人冒険家エドワード・シュネル（Edward Schnell ）と共同でスイス時計の輸入商社シュネル&ペルゴを横浜で設立したが、武器の方がビジネスになると考えたシュネルと対立したことからこの会社は解散に至り、F.ペルゴ（F.perregaux & Co. ）を設立した（場所は現在の横浜中華街だった）。時計だけでは生計が立てられず炭酸飲料水販売等もしていた。
- 同年2月6日 - スイス全権公使エメ・アンベールらの尽力により日瑞修好通商条約が調印されて日本とスイスとの国交が成立し、ようやくスイス人としてフランソワの身分が安定する。
- 1873年 - 日本でグレゴリオ暦が採用され、商売が軌道に乗り始めた。
- 1877年 - 会社が火災となった。
  - 12月18日 - 心労がたたり、脳卒中で倒れた8日後に死去した。横浜外国人墓地に埋葬されている（埋葬場所は同墓地の中でも最も古い区画であり、元町商店街の近くに位置する）。彼の墓の付近には生麦事件の犠牲者チャールス・リチャードソンなどの墓がある。